# Tossalet de la Masia Plens
El Tossalet de la Masia Plens és una muntanya de 426 metres que es troba al municipi d'Artesa de Segre, a la comarca catalana de la Noguera.